# イ・ソンギュン
イ・ソンギュン（朝: 이선균、李善均、1975年3月2日 - 2023年12月27日）は、韓国の俳優。身長180cm、体重70kg。血液型A型。韓国芸術総合大学校演劇院演技科1期卒業（2001年）。HODU&Uエンターテインメント所属。

## 略歴
2001年、ミュージカル『ロッキーホラーショー』のプレドゥ役でデビュー。
2007年、『白い巨塔』の韓国版リメイクドラマに出演し注目を集め、同年ドラマ『コーヒープリンス1号店』にも出演しブレイクを果たす。
2014年、主演を務めたクライムサスペンス映画『最後まで行く』が第67回カンヌ国際映画祭で監督週間招待作品として上映された。韓国内でも数々の賞を受賞し、イ・ソンギュンも第51回百想芸術大賞で最優秀演技賞を受賞した。
2019年、第72回カンヌ国際映画祭で韓国映画初となるパルム・ドール（最高賞）を受賞し、第92回アカデミー賞でも非英語圏で史上初めて作品賞を受賞したポン・ジュノ監督の映画『パラサイト 半地下の家族』で、大豪邸に暮らす一家の主でIT企業のCEOであるパク社長を演じた。全米映画俳優組合賞では映画部門キャスト賞を受賞した。
2023年、主演した映画『眠り』と『脱出：PROJECT SILENCE』の2作品が第76回カンヌ国際映画祭に招待された。初めて妻と二人の子どもを連れ立って出席したカンヌ映画祭となった。

## 人物
趣味は、漫画を読むこと、フルート、水泳。特技は、バスケットボール、ビリヤード、ポーカー。
2009年、女優のチョン・ヘジンと7年間の交際を経て結婚。同年に長男、2011年に次男が誕生している。

## 事件事故
韓国では、麻薬性鎮痛剤や抗精神性睡眠薬の投薬は医師の処方などによる医療目的でのみ認められ、その他のすべての麻薬投薬は法律上禁止されているが、2023年10月19日、仁川警察庁が麻薬不法投薬の疑いなどで映画俳優である40代男性某氏を参考人として捜査中であることがマスコミにより公開され、この報道が出た直後、イがその対象者ではないかという疑惑が提起された。
これに対して2023年10月20日、イは自身の所属事務所を通じて言論に報道された上記疑惑で警察捜査中であることは事実だが、自身はこの事件関係者に恐喝脅迫を受けた被害者だと主張した。
2023年10月23日、仁川警察庁は立件前に参考人として捜査していたイを麻薬不法投薬疑惑などの被疑者に特定し、刑事立件処理およびイに対する出国禁止を出入国記録を管理する法務部に依頼した。イは疑惑を否認した。
その後、イは仁川警察庁に麻薬不法投薬の疑いなどの被疑者として召喚され取り調べを受け、麻薬投薬簡易検査を受けた後、自分の家族や芸能界の関係者に、不祥事に巻き込まれたことを謝罪し、撮影中だったドラマなどで出演を自ら中断した。
イの警察初召喚調査で進行した麻薬簡易検査と共に仁川警察庁は裁判所の押収捜索令状を受けてイの頭髪を抜いて韓国の国立科学捜査研究院に麻薬精密検査を依頼したが、これに対して陰性結果が出たという事実が2023年11月3日メディアに知らされた。
しかし、前アイドル歌手の朴ユチョンの麻薬投薬事件でも髪の毛の麻薬精密検査では陰性結果が出たが、足毛から麻薬精密検査を追加で実施した結果、麻薬投薬陽性判定が出た前例があり、イの警察捜査結果をさらに見守らなければならないという声が出ていた。
韓国ではイに対する麻薬投薬疑惑の事実がマスコミに報道されて以来、2020年代初めに入って急増している芸能人の麻薬投薬事件と関連して、韓国芸能界で麻薬が急速に拡散しているという事実が青少年などに悪影響を及ぼすのではないかと憂慮する点が指摘されるマスコミ記事が上がっている。
2023年12月27日、鐘路区の臥龍公園の車内で遺体として発見される。助手席からは練炭が見つかり、遺書のようなものを残していることから自殺と見られる。48歳没。

## 出演

### テレビドラマ
- 恋人たち（2001年、MBC）  ※シットコム
- 千年の愛（2003年、SBS） - イ・ヒョク 役（DVD発売）
- 善良なあなた（2003年、MBC）
- Dr.ラブ（2004年、KBS）
- 半透明（2004年、KBS）
- ラブホリック－Loveholic－（2005年、KBS） - キム・テヒョン 役（DVD発売）
- 恋愛（2005年、KBS）
- テルン選手村（2005年、MBC） - イ・ドンギョン 役（DVD発売）
- クモ女の愛法（2005年、KBS）
- 後 -のち-（2006年、MBC）
- 逃亡者イ・ドゥヨン（2006年、KBS） - ノ・チョルギ（ポンパル）役
- 白い巨塔（2007年、MBC） - 主役のひとり：チェ・ドヨン 役（DVD発売）
- コーヒープリンス1号店（2007年、MBC） - チェ・ハンソン 役（DVD発売）
- マイ・スイート・ソウル（2008年、SBS） - キム・ヨンス 役（DVD発売）
- パスタ〜恋が出来るまで〜（2010年、MBC） - チェ・ヒョヌク 役（DVD発売）
- ゴールデンタイム（2012年、MBC） - イ・ミヌ 役
- ミス・コリア（2013年-2014年、MBC） - キム・ヒョンジュン役
- 今週、妻が浮気します（2016年、JTBC） - ト・ヒョヌ役
- マイ・ディア・ミスター〜私のおじさん〜（2018年、tvN） - パク・ドンフン 役（DVD発売)
- 検事ラプソディ～僕と彼女の愛すべき日々～（2019年-2020年、JTBC） - イ・ソヌン役
- Dr. ブレイン（2021年、Apple TV+）コ・セウォン
- ペイバック～金と権力～（2023年、SBS） - ウン・ヨン役

### 映画
- ひとまず走れ（2002年）
- サプライズ（2002年）
- いい人がいたら紹介させて頂戴（2002年）
- ボス上陸作戦（2002年）
- 僕は彼女をはなさない（2002年）
- 菊花の香り 〜世界でいちばん愛されたひと〜（2002年）
- パーフェクト・マッチ（2002年）
- ショーショーショー（2003年）
- 初恋のアルバム 〜人魚姫のいた島〜（2004年）
- 恋する神父（2004年）
- R-POINT（2004年）
- お客様は王様（2006年）
- 残酷な出勤（2006年）
- 俺たちの街（2007年）
- 夜と昼（2007年）
- ロマンチック・アイランド（2008年）
- アバンチュールはパリで（2008年）
- 坡州 パジュ（2009年）
- くだらないロマンス（2010年）
- 教授とわたし、そして映画（2010年）
- 逮捕王（2011年）
- 火車 HELPLESS（2012年）
- 僕の妻のすべて（2012年）
- ヘウォンの恋愛日記（2013年）
- ソニはご機嫌ななめ（2013年）
- 最後まで行く（2014年）
- 大切な女性（仮）（2016年）
- 奴が嘲笑う（2016年）
- 修羅の華（2017年）
- 王様の事件手帖（英語版）（2018年）
- PMC:ザ・バンカー（2018年）
- チョ・ピロ 怒りの逆襲（英語版）（2018年）
- パラサイト 半地下の家族（2019年）
- SP 国家情報局:Mr.ZOO（英語版）（2020年）
- キングメーカー 大統領を作った男（2022年）[27]
- キリング・ロマンス（英語版）（2023年）
- スリープ（英語版）（2023年）
- プロジェクト・サイレンス（2023年）
- 大統領暗殺裁判 16日間の真実（英語版）（2024年）

### 舞台

#### ミュージカル
- ロッキーホラーショー（2001年） - プレドゥ 役
- グリース（2003年）

### バラエティ
- 夏休み（2020年）ゲスト出演
- 青春ドキュメンタリー 再び二十歳 コーヒープリンス編（2020年）